# Hetaeria
Hetaeria ist eine Gattung aus der Familie der Orchideen (Orchidaceae). Sie besteht aus etwa 30 Arten krautiger Pflanzen, die im tropischen Afrika, Asien und Australien beheimatet sind.

## Beschreibung
Die Arten der Gattung Hetaeria bilden ein fleischiges Rhizom. Die Wurzeln entspringen an den Knoten des Rhizoms, sie sind fleischig und behaart. Das Rhizom wächst schließlich aufwärts und bildet den beblätterten Spross.  Die Laubblätter können dicht gedrängt in einer Rosette stehen oder in Abständen am Spross verteilt sein. Sie sind oval bis lanzettlich, etwas asymmetrisch geformt.
Der traubige Blütenstand ist endständig. Während der untere Teil der Sprossachse kahl ist, befinden sich an der Blütenstandsachse Haare. Die Hochblätter zwischen oberstem Laubblatt und unterster Blüte umfassen die Sprossachse. Die behaarten Tragblätter sind etwa so lang wie Fruchtknoten und Blütenstiel zusammen. Der nicht oder kaum verdrehte Fruchtknoten kann behaart oder unbehaart sein. Die Blüten sind meist nicht resupiniert, die Lippe steht also oben, manchmal auch durch unvollständige Drehung der Blüte seitlich. Die Blütenblätter sind nicht miteinander verwachsen. Die Sepalen sind einander gleich geformt, die seitlichen umfassen mit ihrer Basis die Lippe. Die Petalen sind linealisch bis spatelförmig, sie haften am oberen Petal an. Die Lippe ist an der Basis bis über die Hälfte ihrer Länge mit den Rändern der Säule verwachsen. Der basale Teil der Lippe, das Hypochil, ist schüsselförmig mit seitlichen Anhängseln auf der Innenseite, selten wird ein Sporn gebildet. Dieser Teil der Lippe ist bei einigen Arten durch längs verlaufende Kiele gekennzeichnet. Im Mittelteil, dem Mesochil, sind die Ränder nach oben geschlagen. Dieser Mittelteil kann auch fehlen, so dass sich bei einigen Arten direkt an die schüsselförmige Basis der vordere Teil, das Epichil, anschließt. Dieser kann ganzrandig oder zweilappig sein. Die Säule ist kurz, vorne besitzt sie zwei dünne bis fleischige Anhängsel, die etwa quadratisch bis spatelförmig geformt sind, selten sind nur undeutliche Erhebungen am Rand der Säule vorhanden. Das ovale Staubblatt enthält zwei keulenförmige bis ovale Pollinien, die über jeweils ein Stielchen mit der Klebscheibe (Viscidium) verbunden sind. Die Narbe besteht meist aus zwei separaten Flächen. Das Trenngewebe zwischen Narbe und Staubblatt (Rostellum) ist dreieckig und eingeschnitten. Die spindelförmig Kapselfrucht steht aufrecht.

## Vorkommen
Hetaeria ist in den Tropen der Alten Welt beheimatet. Die Gattung besiedelt die feuchteren Gebiete des tropischen Westafrikas, die Ostseite Madagaskars, das süd- und südostasiatischen Festland, die philippinischen und indonesischen Inseln, den Nordosten Australiens und einige pazifische Inseln wie Neukaledonien, Vanuatu, bis nach Samoa und Tahiti. Hetaeria findet man von Meereshöhe bis in Höhenlagen von 2000 Meter. Sie wachsen in feuchten Wäldern in der Humusschicht.

## Systematik und botanische Geschichte
Hetaeria wird innerhalb der Tribus Cranichideae in die Subtribus Goodyerinae eingeordnet. Nach Dressler lässt sich diese weiter in zwei Gruppen unterteilen; Hetaeria steht in der kleineren Gruppe mit zwei getrennten Narbenflächen. Die Gattung Zeuxine ist nah verwandt, lässt sich jedoch durch die resupinierten Blüten unterscheiden.
Die Gattung Hetaeria wurde 1825 von Carl Ludwig Blume als Etaeria in Bijdragen tot de Flora van Nederlandsch Indie Band 8, Seite 409 aufgestellt, die jetzige Schreibweise "Hetaeria" ist jedoch als gültige festgelegt. Der Name kommt vom griechischen ἑταῖρος hetairos, „Gefährte“, und soll die nahe Verwandtschaft zu anderen von Blume aufgestellten Gattungen bezeichnen. Die Typusart ist Hetaeria oblongifolia.

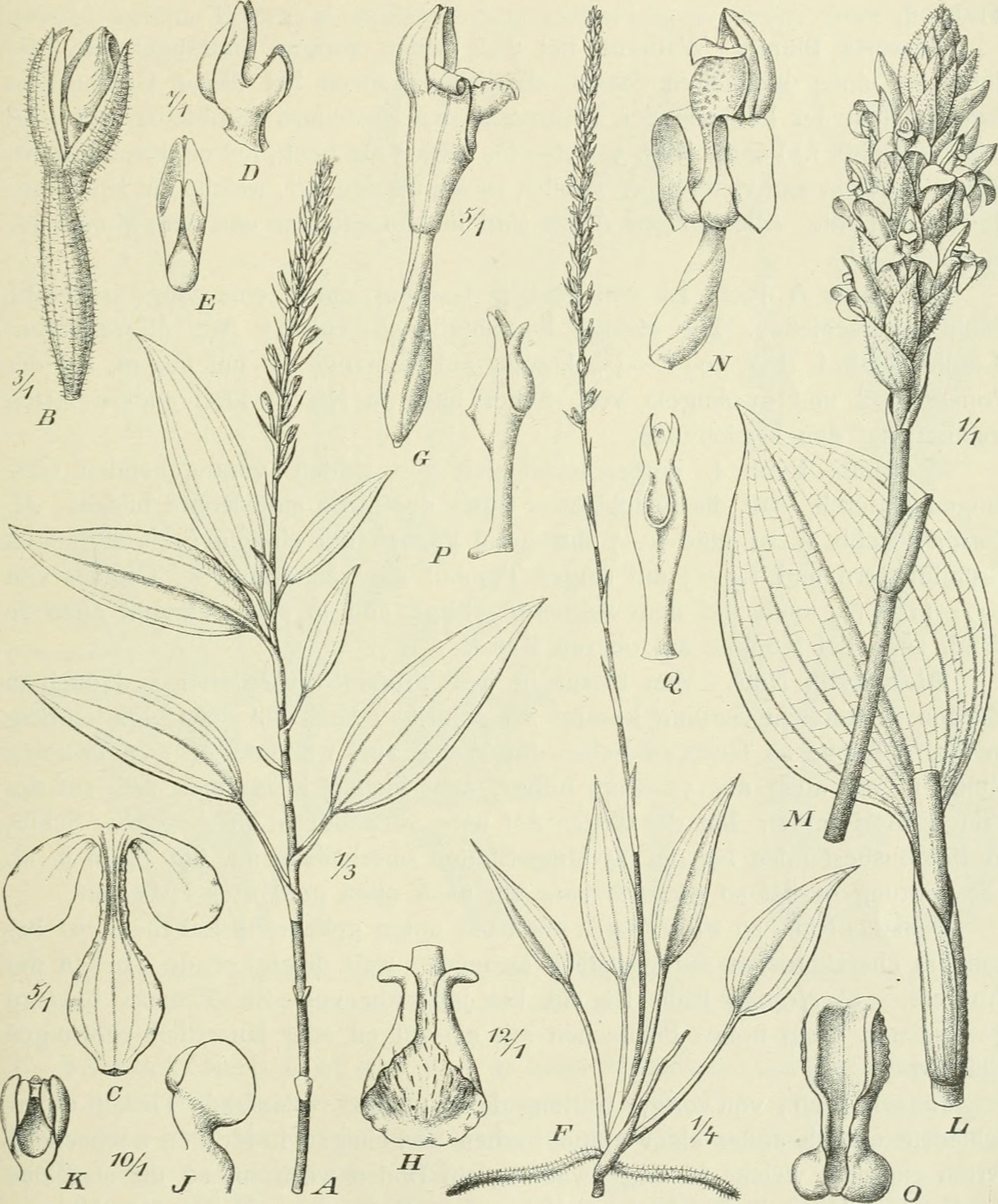
Illustration von Hetaeria mannii (A–E), links)

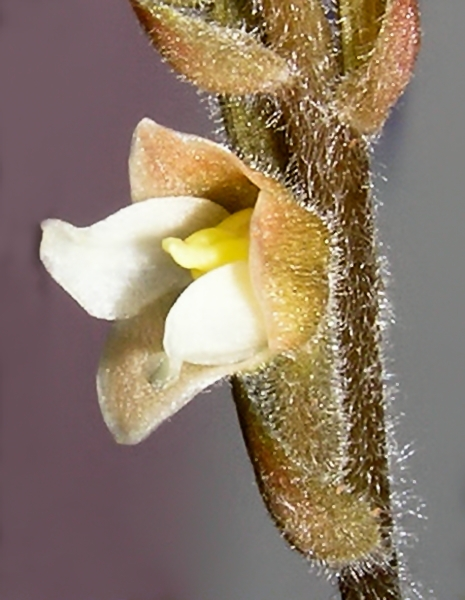
Hetaeria oblongifolia

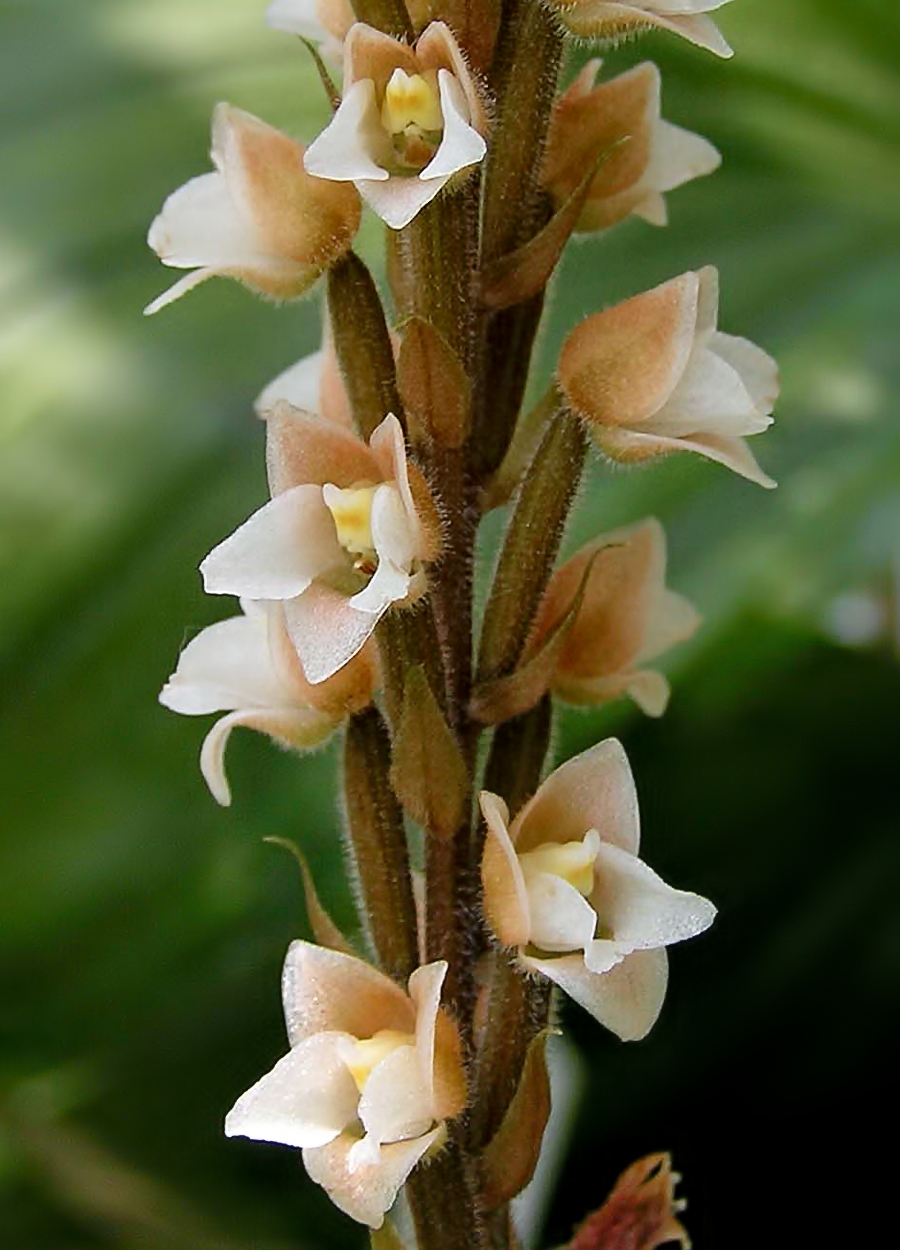
Hetaeria youngsayei

Derzeit werden etwa 27 Arten zu Hetaeria gezählt:
- Hetaeria affinis (Griff.) Seidenf. & Ormerod: Östlicher Himalaja bis China und Indochina.[4]
- Hetaeria alta Ridl.: Indochina bis westliches Malesien.[4]
- Hetaeria anomala Lindl. (Syn.: Hetaeria hainanensis Tang & F.T.Wang): Sikkim bis Thailand und Malesien.[4]
- Hetaeria armata Ormerod & H.A.Pedersen: Thailändische Halbinsel.[4]
- Hetaeria baeuerlenii Schltr.: Papua-Neuguinea.[4]
- Hetaeria callosa (J.J.Sm.) Ormerod: Neuguinea bis Neuirland.[4]
- Hetaeria elata Hook.f.: Malaiische Halbinsel bis zu den Philippinen.[4]
- Hetaeria elegans Ridl.: Malaiische Halbinsel.[4]
- Hetaeria finlaysoniana Seidenf.: Sri Lanka und China bis Indochina.[4]
- Hetaeria gardneri (Thwaites) Benth. ex Hook.f.: Sri Lanka.[4]
- Hetaeria gautierensis J.J.Sm.: Sie wird auch als Rhomboda polygonoides (F.Muell.) Ormerod in die Gattung Rhomboda gestellt.[4]
- Hetaeria goodyeroides Schltr.: Papua-Neuguinea.[4]
- Hetaeria heterosepala (Rchb.f.) Summerh.: Tropisches Westafrika bis Tansania, Madagaskar.[4]
- Hetaeria hylophiloides (Carr) Ormerod & J.J.Wood: Borneo.[4]
- Hetaeria lamellata Blume: Java.[4]
- Hetaeria latipetala Schltr.: Neuguinea.[4]
- Hetaeria linguella (Carr) J.J.Wood & Ormerod: Sarawak.[4]
- Hetaeria mannii (Rchb.f.) Benth. ex Durand & Schinz: Westlich-zentrales tropisches Afrika.[4]
- Hetaeria obliqua Blume: Hainan, Nikobaren, Thailand bis westliches Malesien.[4]
- Hetaeria oblongifolia Blume (Syn.: Hetaeria nitida Ridl., Hetaeria ovalifolia (Wight) Hook.f.): Südwestliches Indien, Indochina bis zu den Nansei-Inseln und den Inseln im westlichen Pazifik[4]
- Hetaeria occidentalis Summerh.: Westliches und westlich-zentrales tropisches Afrika.[4]
- Hetaeria pelota N.Pearce & P.J.Cribb: Nördliches Bhutan.[4]
- Hetaeria rhombipetala Ormerod & J.J.Wood: Sabah.[4]
- Hetaeria rostrata J.J.Sm.: Westliches Sumatra.[4]
- Hetaeria tetraptera (Rchb.f.) Summerh.: Nigeria bis westlich-zentrales tropisches Afrika.[4]
- Hetaeria vaginalis Rchb.f.: Komoren.[4]
- Hetaeria whitmeei Rchb.f.: Inseln des südwestlichen Pazifik.[4]
- Hetaeria youngsayei Ormerod: Hongkong bis Indochina.[4]

Nicht mehr zu dieser Gattung wird gerechnet:
- Hetaeria xenantha Ohwi & T.Koyama => Zeuxine agyokuana Fukuy.[4]